# Boros Nepomuk János
Boros Nepomuk János (Boross János, Szekszárd, 1808. október 10. – Szekszárd ?, 1855. ?) festő.

## Élete és munkássága
Családja Vas vármegyéből származott, de ő már Szekszárdon született. Édesapja, Boros Ferenc gazdálkodással foglalkozott, de emellett festett is; ő készítette a Baranya vármegyei Szászvár plébániatemplomának képeit 1846-ban.
Boros Nepomuk János apja hatására kezdett el festeni, tanulmányait 1834 és 1837 májusa között az antik rajzosztályba, majd a történelmi festészet osztályán végezte el Bécsben. 1841-ben fél évig ismét Bécsben tanult, egy ideig Münchenben is tanult. Fő mesterei Leopold Kupelwieser, Johann Ender és Eduard Ritter von Engerth voltak. Összes akadémiai tanulmányai körülbelül 6 esztendeig tartottak. Hazatérése után, 1841–42-ben több kiállításon vett részt Pesten, ahol főleg életképeit mutatta be.
1840-ben ismét Bécsbe ment és ott 1841-ben Tolna vármegye részére megfestette Ferdinánd király arcképét, amiért 1125 forintot kapott. A király ezen képhez modellt ült.
1841. november 7-én megnősült, a nála 11 évvel fiatalabb Szabó Teréziát, Szabó József leányát vette feleségül és letelepedett Szekszárdon.
1848-ban mint honvédfőhadnagy részt vett a szabadságharcban. Az ez évi művei között több katonatiszt arcképét találjuk. 1849-ben pedig bujdosnia kellett és így igen keveset dolgozhatott.
1855-ben tüdőbaj miatt bekövetkezett haláláig közel 700 festményt készített. Ezek közül körülbelül 200 darab arckép, a többi túlnyomó részben kisebb-nagyobb egyházi kép. Számos templom freskóit és oltárképeit festette meg. Figyelemre méltóak portréi is, több pécsi püspököt örökített meg.
Rajzai mutatják, hogy igen alapos akadémiai tanulmányokat végzett. Aktjait biztos anatómiai tudást mutató lendületes vonalakkal rajzolta meg és mély utánérzéssel modellálta. Festményei igen élénk és sokoldalú színérzékre vallanak és nem éppen sablonos komponáló tehetséget mutatnak. Később azonban mindinkább ellaposodik, sablonossá lesz. Úgy látszik, hogy az akkori mostoha művészi kultúrviszonyok a képek tömeges előállítására kényszerítették, az általános művészi érzéketlenség és versenynélküliség pedig továbbképzésre nem ösztönözték. Kisebb munkákat is el kellett vállalnia, címerek festését, aranyozást, díszítést is végzett.
Scitovszky János hercegprímáshoz intézett levelében kérte, tegye a plébánosoknak kötelezővé, hogy a templomi képeket csak hozzáértő művészekkel javíttassák. A hercegprímás több ízben megfestette vele arcképét és több oltárképet is készíttetett vele.
Egy másik mecénása gróf Festetics Erneszt volt, akinek több portrét és más kisebb-nagyobb képet (néhány tájképet is) készített.
A pécsi Notre-Dame zárda-templom belső festési munkálatait, freskóit is készítette, ez volt az egyik legnagyobb műve. A Szent Mór kápolna művészi díszítésén végzett munkájáért 1600 forintot kapott.

## Nevezetesebb képei
- Szenvedő Krisztus a kalocsai püspök részére (1842)
- Klobusitzky püspök arcképe (1843.  150 frt)
- "Végvatsora" Répássy csanádi plébános részére (1845)
- Mária mennybemenetele, oltárkép (Hőgyész, 1846. 400 frt)
- Ecce Homo a Nagy-Petri templomban (1840. 150 frt)
- Szent Lőrinc oltárkép Szederkényben (1846. 200 frt)
- Szent Háromság, oltárkép (Vokány, 1847. 200 frt)
- Szent Maurusz, oltárkép a Nagy-Petri templomban (1848. 600 frt)